# Tauchschein

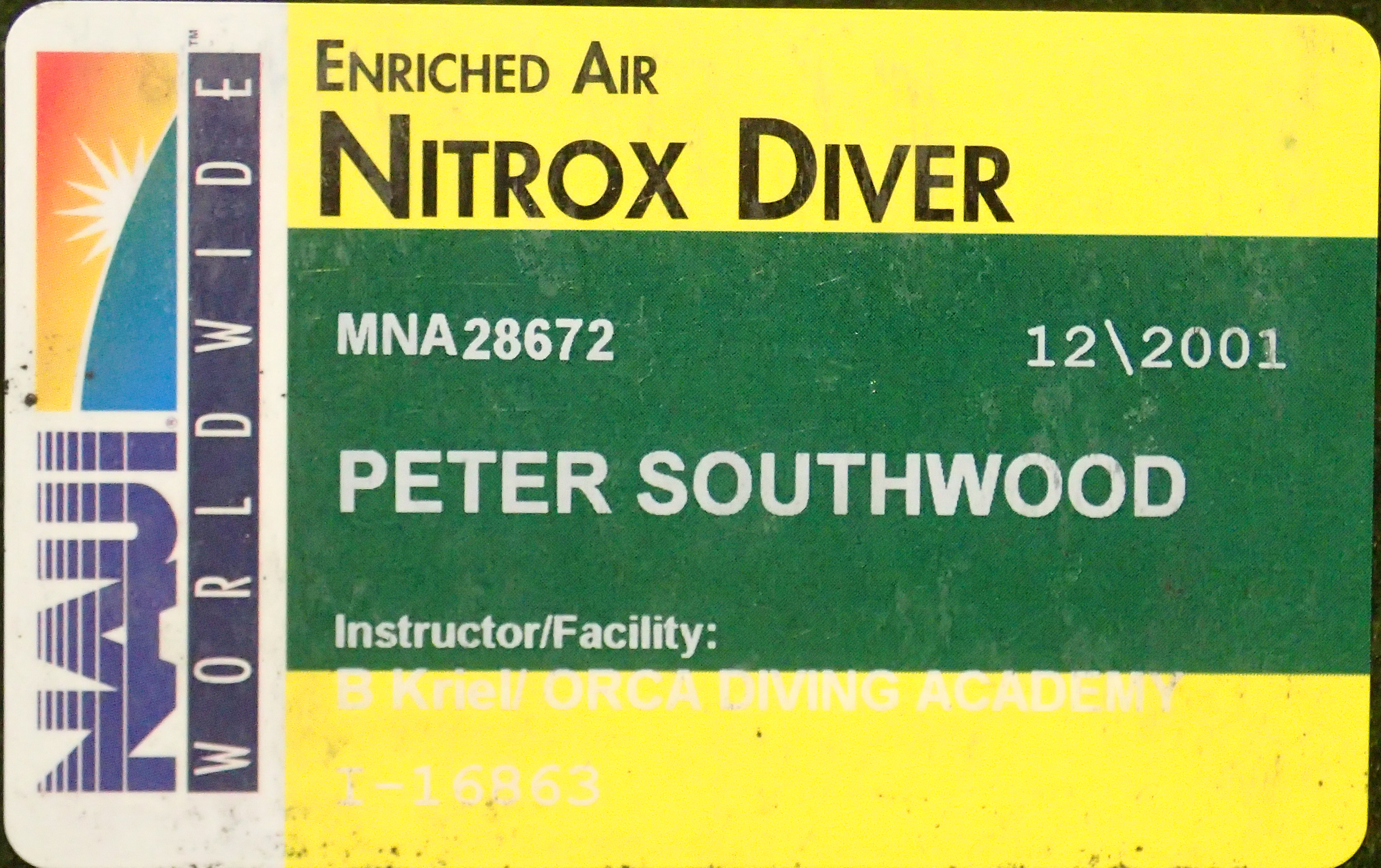
Nitrox-Brevet von NAUI

Ein Tauchschein oder Tauchabzeichen, auch Brevet genannt, ist der Nachweis einer erfolgreich absolvierten Tauchausbildung. Taucher dokumentieren durchgeführte Tauchgänge in einem Logbuch. Tauchschein und Logbuch dienen dazu, den Ausbildungsstand und die Erfahrung eines Tauchers zu dokumentieren.

## Anerkennung

Übersicht der PADI-Brevets.

Übersicht der CMAS-Brevets.

Übersicht der SSI-Brevets (bis 2018).

Die Brevetierung oder Zertifizierung wird üblicherweise durch den unterrichtenden Tauchlehrer vorgenommen und danach von einer Tauchorganisation, Tauchschule oder einem Tauchverein ausgestellt. Die wichtigsten weltweit agierenden Ausbildungsorganisationen sind PADI, SSI, CMAS und NAUI sowie der International Aquanautic Club (i.a.c.). Die Ausbildungen aller international bedeutenden Tauchorganisationen erfüllen die Vorgaben der internationalen Normen ISO 24801 und 24802, weshalb die Tauchscheine der jeweils anderen Organisationen anerkannt werden und ein Tauchschüler eine Weiterbildung problemlos bei einer anderen Tauchorganisation beginnen kann. Es kann jedoch durchaus zu Problemen mit der Anerkennung von Brevets kommen, welche durch kleinere lokale oder nationale Organisationen ausgestellten wurden.
Tauch-Brevets dienen Tauch-Basen, -Lehrern, -Führern oder -Buddys zur Einschätzung, ob ein Taucher in der Lage ist, an einem geplanten Tauchgang teilzunehmen. Tauchbasen machen meistens das Ausleihen von Tauchausrüstung und die Teilnahme an Tauchausflügen und Tauchgängen davon abhängig, dass ein Tauchschein, ein Logbuch und ein ärztliches Attest über die Tauchtauglichkeit vorgelegt wird.
Neben den zivilen Tauchscheinen gibt es auch militärische, die teilweise mit den zivilen Ausbildungen vergleichbar sind oder weit über sie hinausgehen.

## Rechtliches
Tauch-Brevets bescheinigen einem Taucher – zur Zeit der Brevertierung – über ausreichendes Wissen und Fähigkeiten zu verfügen, um z. B. ohne die Begleitung eines Tauchlehrers zu tauchen, bestimmte Tiefen zu unterschreiten oder selbst ganze Tauchgruppen anzuführen. Da es sich bei den Tauchscheinen um keine amtlichen Dokumente handelt, haben sie lediglich Empfehlungscharakter. In einigen Ländern kann es jedoch zusätzliche rechtliche Regelungen geben, beispielsweise hinsichtlich einer verpflichtenden Ausbildung und Tauchtauglichkeitsuntersuchung für Berufstaucher.

## Brevet-Vergleich
Fast jede Tauchorganisationen hat eigene Bezeichnungen für die verschiedenen Brevetierungsstufen. Neben der Benennung können sich deren Inhalte und damit verbundenen Voraussetzungen sowie Empfehlungen erheblich unterscheiden. Ein direkter Vergleich zwischen den verschiedenen Organisationen und deren Brevets ist somit nur bedingt möglich. Als Referenz werden im Folgenden die ISO-Normen verwendet.
Die folgende Tabelle stellt ein Hilfsmittel und keine Grundlage dar für die Ausstellung von äquivalenten Brevets. Ein solches kann nur nach einer Beurteilung des Tauchers durch einen Tauchlehrer erfolgen. Dieser kann falls erforderlich ein auffrischende oder ergänzende Ausbildung von einem Taucher fordern und durchführen.
| ISO                                                      | CMAS                  | i.a.c.                           | NAUI                            | PADI                                  | SSI                                                                                             |
| -------------------------------------------------------- | --------------------- | -------------------------------- | ------------------------------- | ------------------------------------- | ----------------------------------------------------------------------------------------------- |
| ISO 11121 Introductory training programs to scuba diving |                       | i.a.c. Discover Scuba Diving     | NAUI Skin Diver                 | - Bubblemaker - Discover Scuba Diving | - Basic Diver                                                                                   |
| ISO 24801-1 (DIN EN 14153-1) Supervised Diver            |                       | i.a.c. Scuba Diver               | NAUI Passport Diver             | PADI Scuba Diver                      | SSI Scuba Diver                                                                                 |
| ISO 24801-2 (DIN EN 14153-2) Autonomous Diver            | CMAS * Diver          | i.a.c. Open Water Diver          | NAUI Scuba Diver                | PADI Open Water Diver                 | SSI Open Water Diver                                                                            |
|                                                          |                       |                                  |                                 | PADI Adventure Diver                  |                                                                                                 |
|                                                          |                       |                                  | NAUI Advanced Scuba Diver       | PADI Advanced Open Water Diver        | SSI Advanced Adventurer                                                                         |
|                                                          |                       |                                  |                                 |                                       | SSI Specialty Diver                                                                             |
|                                                          |                       | i.a.c. Advanced Open Water Diver |                                 |                                       | SSI Advanced Open Water Diver                                                                   |
|                                                          | CMAS ** Diver         |                                  |                                 | PADI Rescue Diver                     | SSI Diver Stress and Rescue                                                                     |
|                                                          |                       | i.a.c. Master Diver              | NAUI Master Scuba Diver         | PADI Master Scuba Diver               | SSI Master Diver                                                                                |
| ISO 24801-3 (DIN EN 14153-3) Dive Leader                 | CMAS *** Diver        | i.a.c. Dive Leader               |                                 | PADI Divemaster                       | SSI Dive Guide                                                                                  |
|                                                          |                       | i.a.c. Dive Leader Professional  | NAUI Training Assistant         |                                       | SSI Divemaster                                                                                  |
| ISO 24802-1 (DIN EN 14413-1) Scuba Instructor Level 1    |                       | i.a.c. Scuba Instructor          | NAUI Divemaster                 | PADI Assistant Instructor             | SSI Assistant Instructor (auch SSI Dive Control Specialist. Wird oft als "DiveCon" abgekürzt.") |
| ISO 24802-2 (DIN EN 14413-2) Scuba Instructor Level 2    | CMAS Tauchlehrer *    | i.a.c. Open Water Instructor     | NAUI Assistant Instructor       | PADI Open Water Scuba Instructor      | SSI Open Water Instructor                                                                       |
|                                                          | CMAS Tauchlehrer **   | i.a.c. Master Instructor         | NAUI Instructor                 | PADI Master Scuba Diver Trainer       | SSI Advanced Open Water Instructor                                                              |
|                                                          |                       |                                  | NAUI Staff Instructor           | PADI IDC Staff Instructor             | SSI Divemaster Instructor (Anerkennungslevel) / SSI Assistant Instructor Trainer                |
|                                                          |                       |                                  |                                 | PADI Master Instructor                | SSI Master Instructor                                                                           |
|                                                          | CMAS Tauchlehrer ***  | i.a.c. Instructor Trainer        | NAUI Instructor Trainer         | PADI Course Director                  | SSI Instructor Trainer                                                                          |
|                                                          | CMAS Tauchlehrer **** | i.a.c. Course Director           | NAUI Course Director / Examiner | PADI Examiner                         | SSI Instructor Certifier                                                                        |

Taucher-Ausbildungslevel

Die Brevetierungen von manchen CMAS-Unterverbänden (z. B. VDST) können von den Vorgaben von CMAS International erheblich abweichen, da die einzelnen Unter-Verbände die Möglichkeit haben, abweichende Ausbildungen anzubieten.

## Spezialkurse
Die meisten Tauchorganisationen bieten Spezialkurse (engl. Specialties) an um spezielle Fertigkeiten oder Unterwasseraktivitäten zu erlernen. Beispiele für solche Kurs-Module sind das Nachttauchen, Tieftauchen, Orientierungstauchen, Trockentauchen, Höhlentauchen, Eistauchen, Tauchen mit Nitrox, mit Rebreather, Solotauchen, Behindertentauchen, Kindertauchen, Strömungstauchen oder Bergseetauchen. Zudem werden Interessen von Tauchern wie z. B. Unterwasserfotografie, Unterwasservideografie, Süßwasserbiologie oder Meeresbiologie durch entsprechende Kurse abgedeckt. Der erfolgreiche Abschluss von Spezialkursen kann die Voraussetzung für den Erwerb höherer Brevets sein.

## Apnoe-Brevets
Im Gegensatz zum Gerätetauchen sind Tauchscheine für das Apnoetauchen weniger verbreitet.
Die CMAS bietet drei Ausbildungsstufen (CMAS Level 1, 2 und 3) an. Auch hier können die einzelnen Unterorganisationen von CMAS selbst von abweichen.
Bei PADI gibt es vier Brevets für Taucher (Basic Freediver, Freediver, Advanced Freediver und Master Freediver), drei Brevets für Tauchlehrer (Freediver Instructor, Advanced Freediver Instructor und Master Freediver Instructor) sowie ein Brevet für die Tauchlehrer-Ausbildung (Freediver Instructor Trainer).
Von SSI gibt es vier Stufen für Taucher (Freediving Basic und Freediving Level 1, 2 und 3), sowie drei Stufen für Tauchlehrer (Freediving Instructor 1, 2 und 3).
Beim International Aquanautic Club gibt es im Bereich des Freedivings vier Stufen im Bereich der Freitauchschüler und Schülerinnen Ausbildung:
- i.a.c. Basic Freediver
- i.a.c. Advanced Freediver
- i.a.c. Freediving Leader
- i.a.c. Freediving Leader Pro

Im Bereich der Instruktoren gibt es die Gliederung zwischen:
- i.a.c. Freediving BasiInstructor
- i.a.c. Freediving Instructor
- i.a.c. Freediving Master Instructor
- i.a.c. Freediving Instructor Trainer
- i.a.c. Freediving Course Director

## Kritik
Kritiker werfen insbesondere den kommerziellen Ausbildungsorganisationen vor, mit der Ausgabe zahlreicher verschiedener Brevetierungstufen in erster Linie materielle Interessen zu verfolgen. Es werde besonders in den unteren Stufen dem Tauchschüler die Illusion vermittelt, er könne bereits gut tauchen, indem die Bedeutung von Kursen und Prüfungen gegenüber der Tauchpraxis und ständiger Übung herausgehoben wird.
Demgegenüber vertreten kommerzielle Ausbildungsorganisationen die Ansicht, dass es vor allem darum geht, das Erlebnis der Unterwasserwelt einer breiten Masse zugänglich zu machen, um u. a. auch das Interesse für den Schutz und den Erhalt derselben zu stärken. Eine geringere Hemmschwelle zum Einstieg in den Sport wird hier dadurch realisiert, dass gerade in den Einstiegskursen nur das Nötigste gelehrt wird, um unter entsprechenden Bedingungen sicher tauchen zu können. Durch die modulare Ausrichtung gerade der Verbände amerikanischen Ursprungs (z. B. PADI, SSI) wird immer nur derjenige Stoff gelehrt, der für die entsprechende Stufe bzw. die entsprechende Art des Tauchens (z. B. Tieftauchen) nötig ist. Anfänger werden darauf hingewiesen (und die Tauchlehrer werden dazu angehalten, dies besonders zu betonen), dass sie nicht unter Bedingungen tauchen sollen, die herausfordernder sind als jene, unter denen sie gelernt haben.
Dieser Logik schließen sich letztlich auch viele andere nicht kommerziell ausgerichtete Verbände (z. B. VDST und andere Mitglieder der CMAS) in Teilen an, indem sie entsprechende Spezialkurse anbieten, die sich intensiver mit den jeweiligen Teilgebieten beschäftigen.